# Новопольский сельсовет (Минская область)
Новопольский сельсовет (бел. Навапо́льскі сельсавет) — административная единица на территории Пуховичского района Минской области Республики Беларусь. Административный центр — агрогородок Новополье.

## История
В 2011 году образован хутор Сосновка.
В 2013 году в состав сельсовет включена часть населённых пунктов упразднённого Узлянского сельсовета и населённые пункты упразднённого Правдинского поссовета.

## Состав
Новопольский сельсовет включает 35 населённых пунктов:
- Барбарово — деревня.
- Бахаровичи — деревня.
- Бельковичи — деревня.
- Будёновка — деревня.
- Веробьёвка — деревня.
- Войровка — деревня.
- Волосач — деревня.
- Гребень — деревня.
- Дуброво — деревня.
- Дудичи — деревня.
- Замостье — деревня.
- Заречаны — деревня.
- Ковалевичи — деревня.
- Кристамполье — деревня.
- Кукига — деревня.
- Культура — деревня.
- Кухаревка — деревня.
- Лебединое — хутор.
- Ленинский — деревня.
- Малиновка — деревня.
- Маховка — деревня.
- Новополье — агрогородок.
- Озеричино — агрогородок.
- Осока — деревня.
- Подгатье — деревня.
- Подлядье — деревня.
- Пристань — деревня.
- Птичь — деревня.
- Распутье — деревня.
- Сергеевичи — агрогородок.
- Слопищи — деревня.
- Сосновка — хутор.
- Теребель — деревня.
- Товарские — деревня.
- Шабуни — деревня.
- Шелеги — деревня.

## Культура
- Музейный комплекс старинных народных ремёсел и технологий "Дудутки" в д. Птичь[3][4].